# ناحیه بایبل گرووو، شهرستان کلی، ایلینوی
ناحیه بایبل گرووو، شهرستان کلی، ایلینوی (به انگلیسی: Bible Grove Township) یک منطقهٔ مسکونی در ایالات متحده آمریکا است که در شهرستان کلی، ایلینوی واقع شده‌است. ناحیه بایبل گرووو ۳۴۴ نفر جمعیت دارد و ۱۵۴ متر بالاتر از سطح دریا واقع شده‌است.